# Çamyuva, Kemer
Çamyuva là một thị trấn thuộc huyện Kemer, tỉnh Antalya, Thổ Nhĩ Kỳ. Dân số thời điểm năm 2011 là 4.947 người.